# Jardim Yu
Jardim Yu ou Jardim Yuyuan é um extenso jardim chinês localizado ao lado do Templo do Deus da Cidade, no nordeste da Cidade Velha de Xangai, no distrito de Huangpu, Xangai . Fica ao lado do Yuyuan Tourist Mart, da Huxinting Teahouse e do Yu Garden Bazaar.
Este jardim é acessível a partir da linha 10 do metrô de Xangai e pela estação Yuyuan Garden da linha 14.
Uma peça central é um pedregulho poroso de 3,3 m e 5 toneladas. Rumores sobre sua origem incluem a história de que foi feito para o imperador Huizong (Dinastia Song do Norte de 1100 a 1126 d.C.) no palácio imperial em Pequim, mas foi resgatado do rio Huangpu depois que o barco que o transportava afundou.

## História
O Jardim Yu foi construído pela primeira vez em 1559 durante a Dinastia Ming por Pan Yunduan como um conforto para seu pai, o ministro Pan En, em sua velhice. Pan Yunduan iniciou o projeto depois de reprovar em um dos exames imperiais, mas sua nomeação como governador de Sichuan adiou a construção por quase vinte anos até 1577. O jardim era o maior e mais prestigioso de sua época em Xangai, mas eventualmente sua despesa ajudou a arruinar os Pans.
O jardim foi herdado por Zhang Zhaolin, marido da neta de Pan Yunduan, e depois passado para diferentes proprietários. Uma seção foi brevemente organizada por Zhang Shengqu como a "Academia de Pureza e Harmonia" (清和書院, Qing-Hé Shūyuàn ) e o Ling Yuan (靈苑, Ling Yuan, iluminado. "Parque do Espírito"), hoje Jardim Leste, foi comprado por um grupo de líderes locais em 1709. Um grupo de comerciantes renovou os terrenos cada vez mais decrépitos em 1760 e em 1780 o Jardim Oeste foi aberto ao público em geral.
Os jardins sofreram danos inúmeras vezes durante o século XIX. Durante a Primeira Guerra do Ópio, o exército britânico usou a Casa de Chá Huxinting como base de operações por vários dias em 1842. Durante a Rebelião Taiping, a Sociedade das Pequenas Espadas tinha sua sede no Salão Dianchun; quando as tropas Qing recuperaram o jardim, as estruturas originais estavam quase todas destruídas. Elas foram danificadas novamente pelos japoneses em 1942 antes de serem reparadas por Liangshun Han nomeado pelo governo de Xangai de 1956 a 1961. Eles foram abertos ao público em 1961 e declarados monumento nacional em 1982.